# Günter Bubbnik
Günter Bubbnik (Vienna, 12 aprile 1980) è un attore austriaco.

## Biografia
Dal 2002 al 2005 studia presso l'Accademia teatrale Krauss di Vienna. Tra il 2007 e il 2008 è Sebastian Becker ne La strada per la felicità, soap opera targata ZDF. Nel 2011 interpreta in alcune puntate di Tempesta d'amore, serial TV in onda su Das Erste, il ruolo di David Kupferschmidt, nel 2014 ritorna per interpretare il capo concierge Tobias Blume.

## Filmografia

### Cinema
- Cespuglia, regia di Alexander Rittmannsberger e Michael Rittmannsberger (2003)
- Die toten Körper der Lebenden, regia di Peter Kern (2007)

### Televisione
- La strada per la felicità (Wege zum Glück) – serial TV, 229 puntate (2007-2008)
- SOKO 5113 – serie TV, episodio 37x05 (2011)
- Tempesta d'amore (Sturm der Liebe) – serial TV, (2011, 2014)
- Herzflimmern – Die Klinik am See – serial TV, (2012)
- Grand Hotel – serie TV– (2015)